# Igreja de São Francisco (Tavira)
A Igreja de São Francisco fica situada na antiga freguesia de Santiago, cidade de Tavira.
Também designado por Convento de São Francisco, a sua origem remontará ao ano 1272, e terá sido criada pelo rei D. Diniz. Pensa-se que pertenceu primeiro aos Templários até 1312, passando, depois, para as mãos dos frades franciscanos, todavia, esta hipótese carece de fundamentação. Com o fim da Guerras Liberais, e o consequente fim das ordens religiosas, esta igreja passa a pertencer à Confraria da Ordem Terceira de São Francisco.
É uma igreja de estilo gótico e barroco, de que se destacam as duas cúpulas no seu topo. No seu interior, podemos observar imagens da Nossa Senhora da Conceição), e da Semana Santa (Procissão das Cinzas), tal como duas antigas capelas de características góticas. Esta igreja foi destruída, por diversas vezes, por terramotos - 1722 e 1755-, por um desmoronamento, em 1843, e por um incêndio provocado por um raio, em 1881.
Encontram-se ainda partes da antiga construção gótica, nomeadamente, a atual sacristia e duas capelas que hoje se abrem para o jardim municipal. A primeira conserva uma admirável abóbada gótica sextapartida, com seus fechos e capitéis vegetalistas, bem como uma grande janelão em arco quebrado. O tamanho desta dependência, bem como o tipo de abóbada que a cobre, sugerem estarmos diante da antiga sala do capítulo do convento. Por sua vez, as duas capelas que se abrem para o jardim municipal são delimitadas à entrada pelos tradicionais arcos quebrados sendo cobertas com abóbadas de cruzaria de ogivas assentes em capités vegetalistas. É possível que integrassem o conjunto de capelas do desaparecido claustro conventual.

## Galeria
- Nave principal
- Tecto do altar-mor
- Capela
- Cúpula
- Cadeiral
- Coro-alto